# Sparnopolius confusus
Sparnopolius confusus är en tvåvingeart som först beskrevs av Christian Rudolph Wilhelm Wiedemann 1824.  Sparnopolius confusus ingår i släktet Sparnopolius och familjen svävflugor. Inga underarter finns listade i Catalogue of Life.